# Paul Kropp
Paul Kropp fue un escritor nacido en Buffalo, Nueva York el 22 de febrero de 1948, falleció el 22 de agosto de 2015. Comenzó su carrera como escritor en 1987, siendo actualmente autor de más de 39 novelas para el público joven entre las que se encuentran El lunático y Prometeo y El Lunático y su hermana Libertad. Con esta última se convirtió en uno de los escritores que contiene novelas solo para jóvenes. Escribió también "death ride" y "street scene" y "topo es anormal".
- Datos: Q6067213